# IC 1124
IC 1124 је спирална галаксија у сазвјежђу Змија која се налази на листи објеката дубоког неба у Индекс каталогу.
Деклинација објекта је + 23° 38' 18" а ректасцензија 15h 30m 0,9s. Привидна величина (магнитуда) објекта IC 1124 износи 13,8 а фотографска магнитуда 14,6. IC 1124 је још познат и под ознакама UGC 9869, MCG 4-37-1, CGCG 136-5, IRAS 15278+2348, PGC 55254.